# Ludvík II. Monacký
Ludvík II., celým jménem Louis Honoré Charles Antoine Grimaldi (12. července 1870, Baden-Baden — 9. května 1949, Monako) byl monacký kníže v letech 1922 až 1949.

## Život
Jeho otcem byl monacký panovník Albert I. Monacký a matkou skotská šlechtična Mary Victoria Douglas-Hamiltonová (prababička českého knížete Karla Schwarzenberga). Ludvíkovi rodiče však žili odděleně a roku 1880 byl jejich sňatek anulován.
Chlapec vyrůstal v Německu s matkou a jejím druhým manželem Tassilem Festeticsem. V jedenácti letech si jeho otec vyžádal jeho návrat do Monaka. Ludvík absolvoval École spéciale militaire de Saint-Cyr a odjel s Cizineckou legií do Alžírska. Zde se zamiloval do rozvedené kabaretní zpěvačky Marie Juliette Louvetové a v roce 1898 se jim narodila nemanželská dcera Charlotte (kníže Albert I. nedal synovi souhlas k nerovnorodému sňatku). V roce 1911 byl vydán zákon, kterým se Charlotte navzdory nelegitimnímu původu stala dědičkou trůnu, aby se tak zamezilo nárokům Ludvíkova bratrance, hraběte Wilhelma Uracha.

## Činnost
Ludvík bojoval v řadách francouzské armády v první světové válce, kde získal hodnost brigádního generála a titul velkodůstojníka Řádu čestné legie. Po smrti svého otce v roce 1922 se stal hlavou státu. Za jeho panování bylo zřízeno Napoleonovo muzeum, založen fotbalový klub AS Monaco FC, v roce 1929 se jela první automobilová Grand Prix Monaka a v roce 1939 knížectví uspořádalo Univerziádu. Byl pro ni vybudován stadion, nesoucí Ludvíkovo jméno.
Kníže Ludvík se snažil neutrální politikou ušetřit Monako hrůz druhé světové války, což vedlo ke sporům s následníkem trůnu Rainierem, který vstoupil do Forces françaises libres, nezabránil však okupaci státečku italskými a německými jednotkami v letech 1943–1944. Po osvobození musel čelit požadavkům nové vlády, v níž měli silné zastoupení komunisté, na zrušení monarchie. V roce 1946 se oženil s herečkou Ghislaine Dommangetovou.

## Smrt
Kníže Ludvík zemřel roku 1949 v Monackém knížecím paláci a je pohřben v nedaleké Katedrále Neposkvrněné Matky Boží. Na knížecí trůn po něm dosedl jeho vnuk Rainier III., syn Charlotte a hraběte Pierre de Polignac.